# Rolls Gracie
Rolls Gracie (Rio de Janeiro, 28 de março de 1951 — Visconde de Mauá, distrito de Resende, 6 de junho de 1982) foi um lutador de jiu-jitsu brasileiro, membro da família Gracie. Era filho de Carlos Gracie mas foi criado por Hélio Gracie.
Foi o responsável pela introdução de técnicas de outras modalidades no jiu-jitsu, como sambo e 
luta olímpica e foi um dos principais responsáveis na formação de Rickson Gracie, tido como maior lutador da família Gracie. Morreu num acidente de asa delta no início da década de 1980, com apenas 31 anos de idade.
As lutas de Vale Tudo, na época eram transmitidas por um programa chamado “Heróis do Ringue”. Era através do “Heróis do Ringue”, que os feitos de Hélio, Carlos, e seus alunos, eram divulgados. Vendo na TV a eficácia do Jiu Jitsu, mais e mais pessoas se interessavam em aprender a “Arte Suave”.
Por volta dos anos 1960, o programa “Heróis do Ringue” foi proibido de passar na TV. Com o abandono da mídia, o Jiu Jitsu sofreu um grande baque, e diminuía a sua repercussão. Nessa mesma época, o judô se tornou esporte olímpico; e o caratê estava em evidência, devido ao grande número de filmes produzidos nos Estados Unidos. O jiu-jitsu estava em franco declínio. Para dar uma volta por cima, o jiu-jitsu precisava de um grande campeão do esporte, que possuísse além de técnica, carisma e liderança, para liderar uma geração de jovens. Rolls Gracie assumiu essa responsabilidade.
Rolls Gracie era filho de Carlos Gracie, mas devido a problemas entre Carlos e sua esposa, Hélio Gracie assumiu a custódia de Rolls. Desde cedo Rolls começou a treinar jiu-jitsu, e com 12 anos passou a ajudar seu tio Hélio na Academia Gracie. Antes de completar a maioridade, Rolls já conhecia vários lugares fora do Brasil. Falava inglês fluentemente, pois visitou os EUA com apenas 12 anos, e depois de algumas idas, já falava inglês tão bem como qualquer outro americano. Aos 16 anos, já faixa preta de jiu-jitsu, Rolls fez uma longa viagem a Europa, onde visitou vários países, e conheceu museus e passou a gostar de artes. Voltou de lá com uma bagagem forte e estava culturalmente pronto para ser o maior dos campeões.
Voltando ao Brasil, Rolls passou a incentivar eventos de jiu-jitsu. Quase não existiam campeonatos de Jiu Jitsu na época, e Rolls fez com que os campeonatos fossem organizados freqüentemente. Em 1973, Rolls foi campeão da categoria absoluto do 1º Torneio de Jiu-Jitsu do Estado da Guanabara.
Em 1976, Rolls fez uma luta de Vale Tudo, pela única vez em sua curta vida. Rolls e outros praticantes fizeram uma demonstração de jiu-jitsu na TV Tupi. Alguns dias depois, um professor de Caratê foi ao programa, questionando a eficiência do jiu-jitsu, e lançou um desafio, dizendo que eram capazes de arrebentar todos do Jiu Jitsu.
O desafio foi prontamente aceito, com lutas casadas entre praticantes de jiu-jitsu e caratê. Todos do Jiu Jitsu venceram seus oponentes, e Rolls fez a luta principal contra o mestre de caratê que propôs o desafio. Rolls derrubou, pegou as costas e, com extrema facilidade, definiu a luta com um mata-leão.
A essa altura, com constantes competições de jiu-jitsu, o esporte já tinha alcançado outro meio de divulgação. Os campeonatos contavam com a presença de lutadores como Rolls, Rickson, Renzo, Cássio Cardoso, Rigan Machado, etc., sempre fazendo lutas memoráveis, e que eram muito comentadas. O Jiu Jitsu estava em constante ascensão, e a cada dia surgia um novo expoente. Rolls formou vários faixas pretas, hoje renomados, como Carlinhos Gracie Jr., Márcio "Macarrão", “Maurição” Motta, Romero “Jacaré”, Crolin Gracie, Rillion Gracie, Renan Pitangui, entre outras feras.
Além do jiu-jitsu, Rolls praticava boxe, luta olímpica, judô e sambo. Outra paixão de Rolls era voar de asa delta. Um desses voos foi responsável pela morte precoce do considerado pela própria família Gracie como maior lutador de jiu-jitsu que já existiu. Deixou dois filhos, os também lutadores, Igor e Rolles.